# Maytenus peruana
Maytenus peruana là một loài thực vật có hoa trong họ Dây gối. Loài này được (Loes.) Liesner mô tả khoa học đầu tiên.